# John Parry
John Parry, född den 18 februari 1776, död den 8 april 1851, var en walesisk bard mer känd under sitt bardnamn Bardd Alaw. 
Parry var klarinettist, sedan militärmusikdirektör, slutligen (efter 1807) lärare på den då omtyckta flageoletten (i London). Flera år var han ledare av de walesiska bardernas kongress och blev 1821 utnämnd till "bardmästare". Hans kompositioner består i stycken för harpa och piano, dramatisk musik, "glees" och andra sånger. Hans huvudarbete är The Welsh Harper, en vidlyftig samling walesiska melodier jämte historik över harpan och musiken i Wales.